# Juan Alfonso de Alburquerque
Juan Alfonso de Alburquerque (Lisboa, c. 1304-28 de septiembre de 1354), apodado «el del Ataúd», fue un magnate y político portugués, hijo de Alfonso Sánchez y de Teresa Martínez de Meneses.
Fue valido y alférez mayor del rey Pedro I de Castilla, de quien se sospecha le mandó envenenar, canciller mayor de Castilla, mayordomo mayor de la reina María de Portugal, esposa de Alfonso XI, y ayo y mayordomo mayor de los infantes Fernando y Pedro, hijos del rey Alfonso XI. También fue el VI señor de Alburquerque, de Meneses, Azagala, Medellín, Codosera, Tiedra y Alconchel,

## Orígenes familiares y primeros años

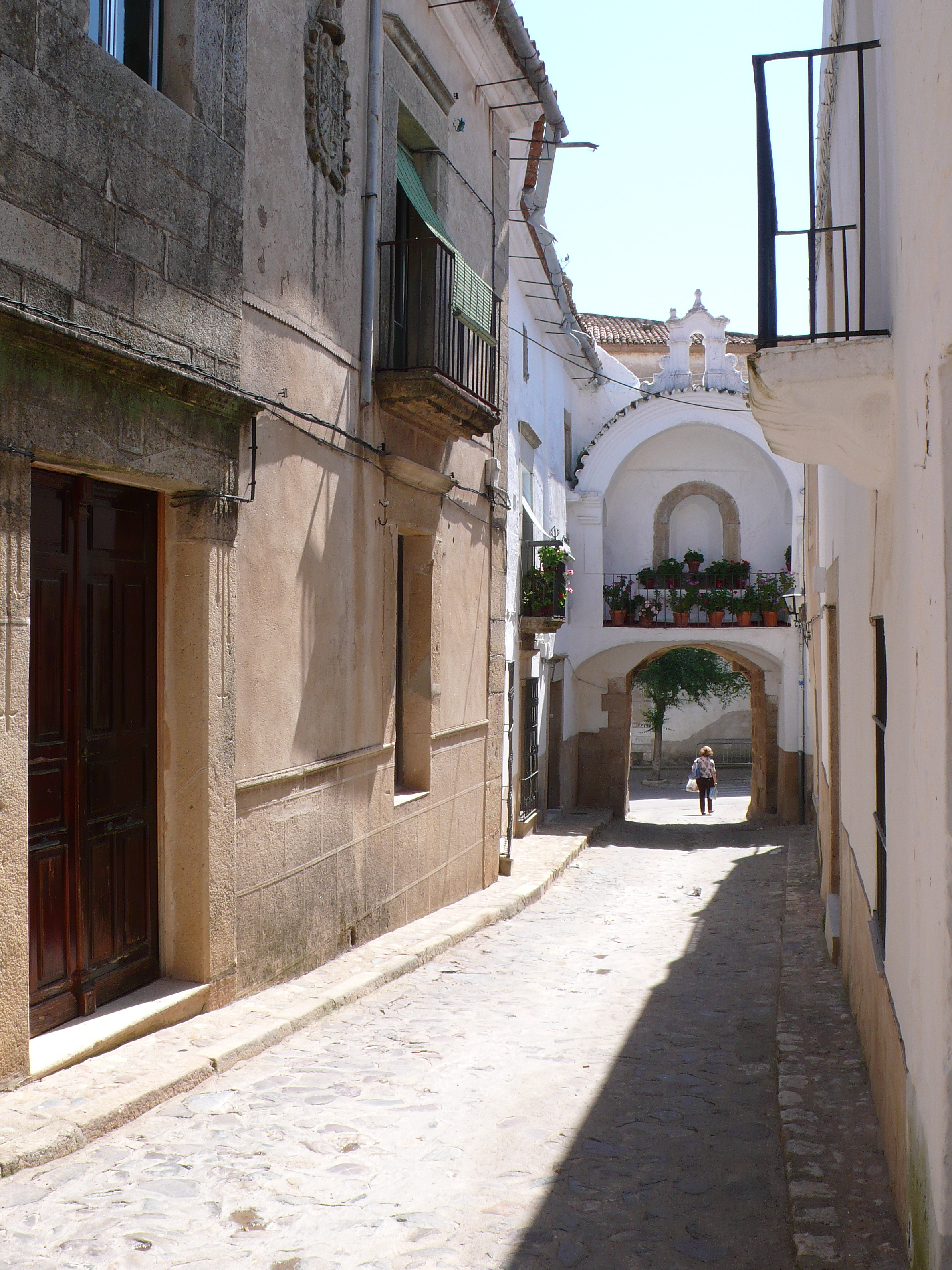
Puerta de la villa de Alburquerque.

Su padre, Alfonso Sánchez, era el primogénito, aunque fuera de matrimonio, del rey Dionisio I de Portugal con Aldonza Rodríguez Talha. Teresa Martínez de Meneses, su madre, era hija de Juan Alfonso Téllez de Meneses, primer conde de Barcelos, y de Teresa Sánchez, hija ilegítima de Sancho IV de Castilla. Teresa sobrevivió a su marido, el conde de Barcelos, casi unos veinte años. Parte del señorío de Alburquerque en el reino de Castilla había pasado a Alfonso Sánchez entre 1304 y 1306 y la otra parte cuando contrajo matrimonio con Teresa Martínez. Juan Alfonso se crio en Lisboa en casa de Juan Simón de Urró (João Simão de Urrô), quien en 1314 le donó bienes en esa ciudad y en Alenquer.

## Valido de Pedro I el Cruel
Alrededor de 1330, se encontraba en Castilla donde ejerció el cargo de alférez mayor de su primo Alfonso XI y después como ayo y mayordomo mayor del infante Pedro. También fue canciller de Alfonso XI y durante parte del reinado de Pedro I.  Fue «el hombre clave en la preparación del infante» Pedro, quien contaba con apenas quince años de edad cuando falleció su padre, y se convirtió en el valido del joven rey y uno de los políticos más influyentes del reino. 
Convocó las Cortes en el verano de 1351 que fueron el máximo exponente del poder alcanzado por Juan Alfonso de Albuquerque, inspirador de las decisiones que en ellas se tomaron, entre ellas, la redacción del Becerro de las Behetrías de Castilla en 1352, la administración de los consejos, así como otros ordenamientos tales como la relación entre las comunidades cristianas y judías, el ejercicio de la justicia, y el problema de los abusos de los poderosos del reino. Se dictaron medidas para proteger el comercio con Flandes y para organizar la persecución de malhechores y se intentó normalizar la precaria situación económica mediante un control de precios y salarios. Estas medidas se han considerado la obra más sólida del reinado y como el gran éxito personal del valido posibilitando una política de concordia.
Fue uno de los artífices del Tratado de Tarazona con el reino de Aragón por la parte aragonesa junto con Bernardo de Cabrera. También jugó un papel importante en la concertación del matrimonio del rey Pedro con la infanta Blanca, hija de Pedro I, duque de Borbón, para afianzar las relaciones entre ambas coronas. y fue el padrino de la boda que se celebró el 3 de junio de 1353 en la Iglesia de Santa María la Mayor en Valladolid.

## Caída en desgracia y muerte

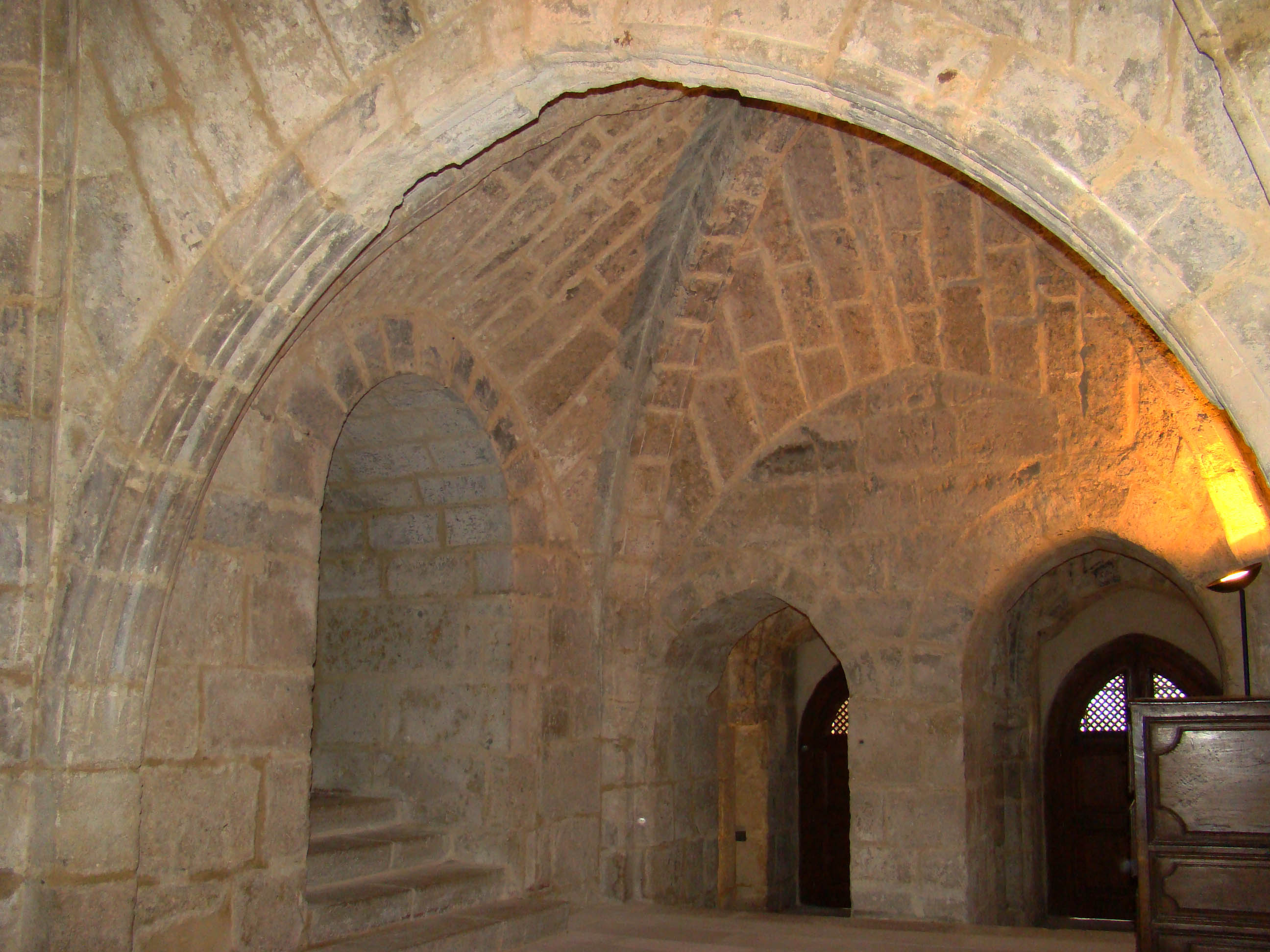
Monasterio de Santa María de La Santa Espina en Castromonte (Valladolid), donde recibió sepultura Juan Alfonso de Alburquerque.

Las relaciones entre el rey y su favorito se fueron deteriorando, debido tanto al apoyo de Alburquerque a la alianza con Francia en un momento en que el rey empezaba a tomar en consideración un acercamiento a Inglaterra, como a su excesivo peso en los asuntos de la corte. Alburquerque se retiró a sus tierras en Extremadura «ante el temor de ser víctima de la ira regia» y después volvió a Portugal. Los hombres próximos a Alburquerque fueron destituidos por el rey Pedro quien colocó en su lugar a parientes de su amante María de Padilla.
En esas fechas, Alburquerque llegó a un acuerdo con el infante Enrique, futuro Enrique II de Castilla, quien con otros nobles formó una coalición contra su medio hermano, el rey Pedro. Pero López de Ayala relata en su Crónica que «se vio con el Conde Don Enrique é con el Maestre Don Fadrique, e se avinieron» y los tres marcharon a Alburquerque. Las huestes de Juan Alfonso de Alburquerque y de los hermanos bastardos, hijos de Alfonso XI, «estragaron toda la tierra de Badajoz» y ocuparon Ciudad Rodrigo. 
Pocos días después del éxito logrado por los rebeldes cuando se apoderaron de Medina del Campo, falleció Juan Alfonso de Alburquerque en esa ciudad en 1354, probablemente envenenado por orden del Pedro I, según cuenta el canciller Ayala quien dice que el rey ordenó a su médico «que diera hierbas a don Juan Alfonso (...) e el físico fízolo asídio las hierbas a don Juan Alfonso en un jarope de que morió.»

## Sepultura
Después de su muerte, no recibió sepultura de inmediato y los rivales del rey lo «convirtieron en un estandarte de su causa». Su ataúd, de ahí su apodo, acompañó al ejército y no fue enterrado hasta la victoria contra el rey castellano. Finalmente fue depositado en el monasterio de la santa Espina, en Castromonte, provincia de Valladolid, donde también fueron enterrados su esposa y Martín, el hijo de ambos.

## Matrimonio y descendencia
Contrajo matrimonio entre 1323 y 1324 con su prima Isabel Téllez de Meneses, X señora de Meneses, hija de Tello Alfonso de Meneses y de María de Portugal, nieta de Alfonso III. Fueron padres de: 
- Martín Gil de Alburquerque (1325–1365), también llamado Martín Eanes de Alburquerque, VII señor de Alburquerque y XI señor de Meneses a la muerte de sus padres y adelantado mayor de Murcia.[2] Ejecutado por orden de Pedro I en 1365, fue sepultado junto con sus padres en el Monasterio de la Santa Espina.[27] Con su muerte se extinguió la línea principal del linaje y el rey Pedro I de Castilla incorporó sus bienes a la corona[25][28][29] y su madre se convirtió en la heredera universal de sus bienes en Portugal.[30]

Fuera de matrimonio, con María Rodríguez Barba, hija de Rui Martins Barba e de su esposa Iria Martins Alardo tuvo tres hijos: 
- Fernando Alfonso de Alburquerque (1327–1387), señor de Vila Nova de Anços y maestre de la Orden de Santiago gracias a la intervención de su parienta la reina Leonor Téllez de Meneses.[31] Tuvo descendencia ilegítima femenina.[32]
- Beatriz Alfonso de Alburquerque, contrajo matrimonio con Juan Alfonso Tello, fallecido en la batalla de Aljubarrota en 1385, VI conde de Barcelos y almirante de Portugal, hijo de Martín Alfonso Téllez de Meneses y de Aldonza Anes de Vasconcelos.[33][34]
- María Alfonso de Alburquerque, fue legitimada en 1372 ya estando casada con Gonzalo Téllez de Meneses, I conde de Neiva y señor de Faria, hermano del esposo de su hermana Beatriz.[35][36]

Tuvo dos hijos con María Gil de Zático, de la Torre de Handóm, cerca de Torreperogil, hija de Pedro Gil de Zático, IV señor de Torreperogil, y de su esposa Elvira Alonso, viuda sin descendencia de Rodrigo de Chaves, y hermana de Alfonso Gil de Zático, ballestero mayor de Enrique III de Castilla:
- Diego Alfonso Gil, que fue dado como rehén por su padre junto a su medio hermano Martín Gil de Alburquerque, adelantado mayor de Murcia, a Pedro I de Castilla, soltero y sin descendencia.[37]
- Pedro Gil,[c] casado en Cataluña con María Gil de Jaques, hija de Jaime de Jaques.[37]